# Maria Stewart
Maria W. Stewart (nombre de nacimiento: Maria Miller, 17 de diciembre de 1803 - 1879) fue una profesora, periodista, conferenciante, abolicionista y activista por los derechos de la mujer nacida libre y de ascendencia afroestadounidense. 
Fue la primera mujer afroestadounidense que habló ante una audiencia mixta, sin importar raza o género, también fue la primera mujer afroestadounidense en hacer conferencias en público, a menudo expresando su postura a favor de los derechos de las mujeres y su rechazo a la esclavitud.